# Johan Hendrik van Meurs
Johan Hendrik van Meurs (Rijssen, 25 juli 1888 – Haren, 3 februari 1945) was een Nederlandse hoogleraar en verzetsstrijder.

## Biografie
Johan Hendrik van Meurs was een zoon van Jacob van Meurs en Christine Opstall. Hij huwde op 11 augustus 1915 te Arnhem met Geertruida Jacoba Schuld.

### Wetenschappelijke werkzaamheden
Johan Hendrik van Meurs promoveerde op 26 februari 1914 aan de Universiteit Utrecht op een proefschrift getiteld Rechtsgedingen over bepaalde goederen in Oud-Helleense rechten. Van 1925 tot 1943 was hij hoogleraar aan de Rijksuniversiteit Groningen met de leeropdracht Romeins recht en zijn geschiedenis. Na 1926 werd de leeropdracht uitgebreid met het oudvaderlands recht. Van Meurs beëindigde zijn hoogleraarschap in 1943 uit protest tegen de vervolging van studenten door de Duitse bezetter.

### Tweede Wereldoorlog
Van Meurs was in de Tweede Wereldoorlog betrokken bij de linksgeoriënteerde verzetsgroep Moderne Staat en bij de publicatie van deze organisatie met dezelfde naam. Hij werkte hier samen met de Delftse hoogleraar Eliza Cornelis Wiersma en de Delftse studenten Johannes Addeson en W. Pleysier. In juni 1944 hadden besprekingen plaatsgevonden om te komen tot de uitgifte van een links-democratisch-georiënteerd orgaan, dit zou De Baanbreker worden. Bij deze besprekingen waren de eerder genoemde Pleysier en Wiersma betrokken, alsmede W. Romijn, T. Kuiper en W. Wijga. Van Meurs leverde ook bijdragen aan het illegale blad De Ploeg, dat zich vooral wilde bezinnen op naoorlogse problemen.  Als gevolg van zijn verzetsactiviteiten moest hij twee jaar lang onderduiken. Van Meurs weigerde gebruik te maken van de zwarte handel om zich van voedsel te voorzien. Hij werkte aan een verordening over handhaving dan wel opheffing van verordeningen van de Duitse bezetter in bevrijd Nederland. Van Meurs overleed op 3 februari 1945 te Haren als gevolg van uitputting en ondervoeding. Hij werd te Haren begraven op de begraafplaats De Eshof.